# Ach. Brito

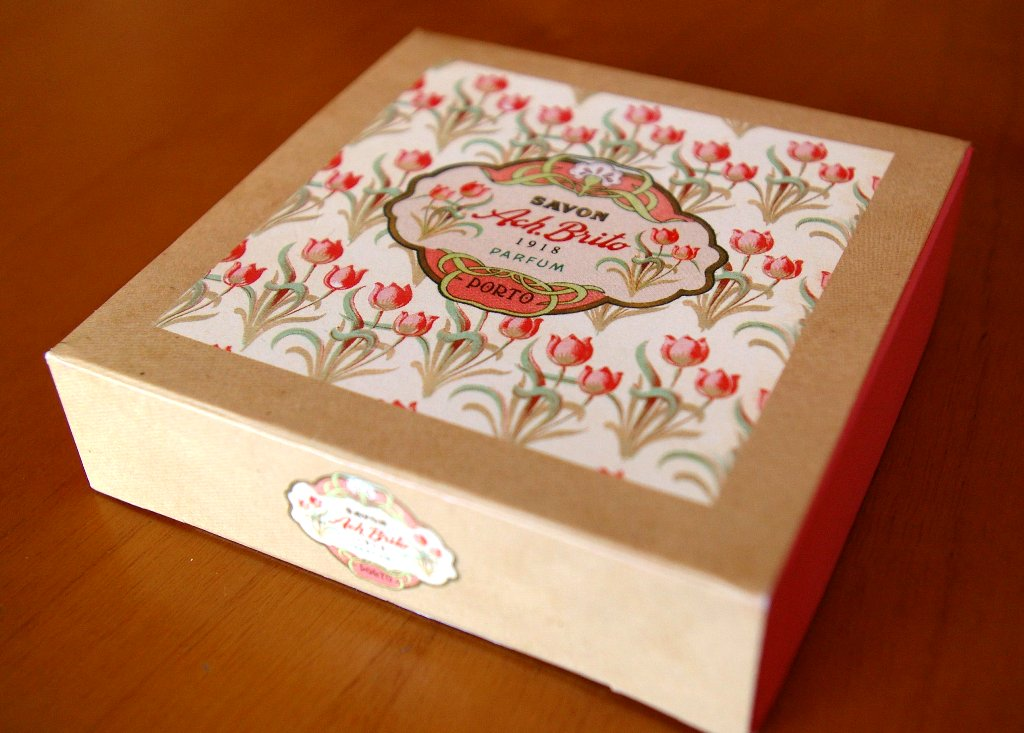
Embalage de jabón de Ach. Brito.

Ach. Brito Cosmética es una empresa portuguesa con sede en Fajozes, Vila do Conde, dedicada a la fabricación de jabones y perfumes.
La compañía fue fundada en Oporto en 1887 por dos alemanes radicados en Portugal, Noel Fernando y Schweder Georges. Más tarde, Aquiles de Brito (Achilles de Brito en la ortografía de la época) adquirió la empresa, cambiando su nombre al de Ach. Brito &. C.ª Ld.ª en 1918.
La empresa sobrevivió a la apertura de la economía portuguesa y a la invasión de marcas internacionales, en gran parte porque eligió las líneas de productos dirigidos al mercado de exportación de alta calidad, siguiendo los procesos tradicionales de producción y manual completo. Estos productos vienen bajo la marca Claus Porto.